# Costel Nita
Costel Nita (n.1975, Galați, România) este un fost jucător român de fotbal.
A fost legitimat pentru prima oară la grupa de copii și juniori a clubului Dunărea Galați, cu Zoltan David primul antrenor.
În 1992 este promovat la echipa de seniori a Dunărea Galați antrenată de Aurel Drăgan și Ion Diaconescu, unde a evoluat pe post de mijlocaș central si atacant. 
Din 1993 trece la Oțelul Galați sub comanda lui Aurel Țicleanu.
A strâns 3 apariții pentru echipa națională de fotbal a României Sub-19 , între anii 1993-1994.